# Čichavec zakrslý
Čichavec zakrslý (Trichogaster lalius, podle některých autorů Colisa lalia), lidově lalie, je sladkovodní paprskoploutvá ryba z podřádu labyrintek (Anabantoidei) a čeledi guramovití (Osphronemidae). Pochází z jižní Asie – z Pákistánu, severní Indie a Bangladéše.

## Popis
Je oblíbená akvarijní ryba. Staví pro své potomstvo hnízdo z pěny a listů rostlin na hladině. Loví hmyz sestřelováním vodou. Má modré hrdlo, tělo červeně pruhované. Samice je stříbrná. V původní domovině je loven i jako potrava.

## Chov v akváriu
Čichavec zakrslý je mírumilovný druh, vhodný pro menší či středně velká akvária. Ve společenské nádrži by se měl kombinovat pouze s klidnými a mírumilovnými druhy, vhodný je také chov v druhové nádrži. Nádrž by měla být dobře osázená a hladina by měla být částečně zarostlá plovoucími rostlinami. Barvy čichavců zakrslých lépe vyniknou v nádrži s tmavým dnem. Vodu je nutno udržovat čistou a s minimem dusíkatých látek, důležitá je pravidelná částečná výměna vody. Doporučuje se i filtrace přes rašelinu. Ve znečištěné je vysoké riziko onemocnění.

## Vyšlechtěné formy

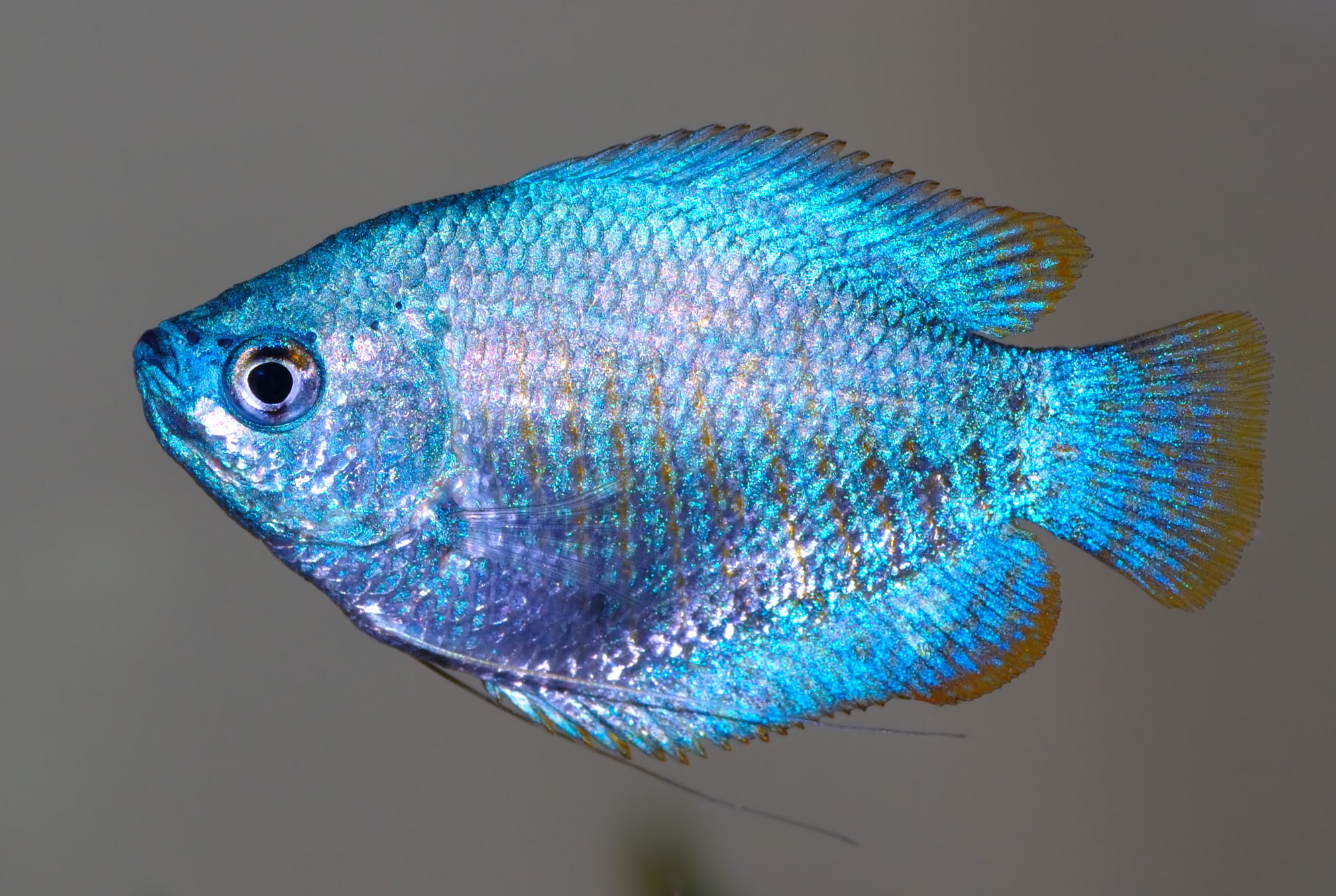
Samice vyšlechtěné modré formy

Bylo vyšlechtěno několik barevných forem čichavců zakrslých. Neónové či modré formy mají výrazně zesílenou modrou barvu. Červená forma postrádá typické pruhování, boky těla jsou jednolitě červené. Existují i žlutohnědé a hnědočervené formy. Byly vyšlechtěny i ryby se závojovitě prodlouženými ploutvemi.